# Kranslilje
Kranslilje (Lilium martagon), ofte skrevet krans-lilje, også kaldet martagon-lilje er en plante af Lilje-familien med en stiv, opret vækst. På grund af de karakteristiske blomster og den høje vækst regnes den blandt de smukkeste af de liljer, der hører hjemme i Europa. Om natten afgiver blomsterne en kraftig, sød duft, som lokker langsnablede natsværmere til..
Kranslilje udgør, sammen med brandlilje og madonnalilje, de tre ”klassiske”, europæiske liljer. Den har desuden været en yndet haveplante siden midten af det 20. århundrede på grund af sin farvepragt og hårdførhed.

## Forklaring til navnet
Navnet Lilium Martagon montanum majus, floribus reflexis blev brugt før Carl von Linné og kendes første gang fra England i 1477. Oprindelsen til artsendelsen martagon kendes derimod ikke med sikkerhed. På den ene side kan man formode, at ordet viser hen til det tyrkiske ord martagan, som var betegnelsen for en ny type turban, der blev indført af sultan Mehmed I. (1413–1421), og som minder om blomstens form. På den anden side mener noge, at ordet henviser til krigsguden Mars, da alkymisterne troede, at han stod i forbindelse med forvandling af metaller.

## Beskrivelse
Kranslilje er en staude, som danner overvintringsorganer i form af ovale løg. Den ugrenede, kraftige stængel er rund i tværsnit og ofte rødplettet. Stænglen er tæt besat med blade, som er spredtstillede allernederst og øverst. Midt på stænglen sidder bladene derimod i kranse med 8-14 blade, som bliver mindre opefter. De enkelte blade er lancetformede, hårløse og helrandede.
I perioden juni-august dannes der en endestillet blomsterstand, der består af op til 16 nikkende blomster. På lysåbne voksesteder, f.eks. i solrige bjergenge, kan en enkelt plante tilmed nå op på at danne 20 blomster. De 3-tallige blomster har seks blosterblade, der er bøjet udad-nedad så kraftigt, at spidserne mødes ved stilken. Blomsterne er oftest rosa, men også purpurfarvede, rødviolette og brunrøde findes. Derimod er det sjældent at finde hvide blomster. Blosterbladene har som regel en mørk prikning, som kan være lige fra støvfine til grove pletter.
Frugterne er trerummede kapsler, der rummer op mod 100 frø. De flade frø er vingede, sådan at de kan føres et stykke væk fra planten, når de først er rystet løs af kapslen. Frøene spirer i mørke og gerne dækket af blade eller jord.
Rodnettet består dels af løg med mange, gule, overlagte skæl og dels af trævlede rødder. Som hos andre løgplanter har kranslilje desuden trækrødder, som sørger for, at løget bliver fastholdt i en tilstrækkelig jorddybde.
Højde x bredde og årlig tilvækst: 1,00 x 0,20 m (100 x 20 cm/år). På gode, lyse voksesteder kan man dog finde eksemplarer, der er op til 2 m høje!.

## Hjemsted
Kranslilje er udbredt i Eurasien med tyngden i fastlandsprægede områder. Derfor finder man den fra Portugal til den sibiriske Taiga (med nordgrænse ved Jenisej) og fra Balkan og Kaukasus til Mongoliet og Kina. I Centraleuropa findes den mest i kalkbjergene, og den når Vogeserne og Schwarzwald ved sin nordgrænse. I Danmark træffes den – sjældent – som forvildet fra dyrkning.
Arten er knyttet til blandede løv- og nåleskove (Carpinion betuli), hvor den findes i fuld sol og halvskygge på let fugtige jorde med et højt humus- og kalkindhold og med et middel indhold af næringsstoffer.
På bjerget Katrin ved Bad Ischl i Østrig findes kranslilje på artsrige enge i 1.480 m højde på sydhæld sammen med bl.a. alm. gyldenris, svalerod, alpesoløje, alpevoldtimian, bjergtidsel, gul rundbælg, Helictotrichon parlatorei (en art af enghavre, som er kendetegnende for dette plantesamfund), kalkrørhvene, nøgenstænglet kugleblomst, pilebladet tusindstråle, rundhovedrapunsel, skinnende skabiose, stor pimpinelle, storblomstret brunelle, Thymus polytrichius (en art af timian), tormentil, vårlyng og ægte stormhat

## Naturlige fjender
Knopperne ædes af rådyr. Desuden forvolder liljebillen stor skade ved at æde af blade og knopper. Blomsterne kan blive mishandlet i knopstadiet, så der af og til slet ikke ses nogen blomstring.

## Varieteter
- Lilium martagon var. album: med spinkel vækst og rent hvide blomster, grønne nektarlinjer og lysegrønne blade.
- Lilium martagon var. cattaniae: med kraftig vækst (op til 200 cm) og med behårede, mørkviolette blomster.
- Lilium martagon var. pilosiusculum: med spinkel vækst, tydeligt mere smalle blade og med uldhårede højblade og knopper.

## Anvendelser
Man mente, at plantens gule rod kunne forvandle ikke-ædle metaller til guld. Kranslilje bruges i folkemedicinen mod hæmorider, og i Middelalderen blev den anset for at være et lægemiddel, der kunne bruges mod snart sagt alle problemer. Desuden troede man, at løgene kunne bruges som foder, når man ville have smukt gult smør.
Der er fremavlet talrige hybrider med denne art som grundlag.

## Billeder
- Sultan Mehmed I
- Typisk bladkrans hos kranslilje
- kransliljens blomst

| Portal | Portal:Botanik |